# 東京都立立川短期大学
東京都立立川短期大学（とうきょうとりつたちかわたんきだいがく、英語: Tokyo Metropolitan Tachikawa Junior College）は、東京都昭島市東町3-6-33に本部を置いていた日本の公立大学である。1950年に設置され、1998年に廃止された。大学の略称は立川短大。

## 概要

### 大学全体
- 東京都昭島市に所在した日本の公立短期大学で、設置主体は東京都[1]。
- 国内で最初に認可された短期大学149校[注 2]の1校として、1950年に昼間部、夜間部各2学科体制[2][3]、入学総定員300名体制で開学した。設置された学科は商科と英文科。
- 1959年に東京都に移管され[4]、家政系の2学科を置くようになる。立川短期大学という名称は、昭島市への移転前、立川市に所在していたことと、元々私立だったときの母体である立川学園に因む。
- 1995年度の入学生を最後に[注釈 2]、1998年に同短期大学としての役割を終える[6]。

### 教育および研究
- 東京都立立川短期大学は、生活科学に関する専門的研究・教育を行うことに重点をおいていた。同時に栄養士養成も行っていた。

### 学風および特色
- 東京都立立川短期大学は、私立から公立に移管された有数の短大である[7]。
- 商科短期大学、工業短期大学、航空工業短期大学と合わせて、東京都立4短大の一つとなっていた。
- 昭島市へのキャンパス移転後は、東京都立商科短期大学商学科と同じキャンパス内にあったという珍しい短大でもあった。

## 沿革
- 1947年 中野喜介（応棟）を理事長とする学校法人立川学園が「立川専門学校」を開設[8]。内容は以下の通りとなっている[9]。
  - 経済科 修業年限3年制 財団法人立川学園
- 1948年
  - 10月 翌年度を目途に立川大学として開学を目指す計画を行う[10]。
- 1949年
  - 10月 文部省[注釈 3]に短期大学[注 4]の設置認可に関する申請を以下の通り行う[注 5]。なお、学科・専攻は以下の通りとなっている[注 6]。
    - 商科 
      - 第一部 入学定員100
      - 第二部 入学定員100

    - 英文科
      - 第一部 入学定員50
      - 第二部 入学定員50
- 1950年
  - 3月14日 左記を以て短期大学の設置が文部省[注釈 3]より認可される[16]。上記の通りと変更なし[17]。
  - 4月1日 左記を以て立川短期大学が上記の学科体制にて開学する[注 7]。
- 1954年
  - 5月1日 学生数[20]/定員
    - 商科
      - 第一部 86[注 8]/200
      - 第二部 217[注 9]/200

    - 英文科
      - 第一部 39[注釈 4]/100　
      - 第二部 96[注 10]/100
- 1958年
  - 5月1日 学生数[21]/定員
    - 商科
      - 第一部 25[注釈 5]/100　
      - 第二部 36[注釈 4]/100

    - 英文科
      - 第一部 11[注釈 5]/50
      - 第二部 99[注 11]/100
- 1959年
  - 4月1日 設置母体を東京都に移管され東京都立立川短期大学と改称される[22]。
  - 5月1日 学生数[23]/定員
    - 商科第二部 149[注 12]/100
    - 英文科第二部 20[注 13]/50
- 1960年
  - 3月31日をもって、商科第一部、英文科第一部・第二部が廃止される[24]。
- 1961年
  - 4月1日 以下の学科を増設する[25]。
    - 家政科 入学定員80名

  - 5月1日 学生数[26]/定員
    - 商科第二部 176[注 14]/200
    - 家政科 62[注釈 6]/80
- 1968年
  - 4月1日 家政科を以下の通り専攻分離する[27]。
    - 家政専攻 入学定員40名
    - 食物専攻 入学定員40名

  - 同 商科第二部の学生募集をこの年度で最終とする[注 15]。
  - 5月1日 学生数[28]/定員
    - 商科第二部 183[注 16]
- 1969年
  - 4月1日 昭島市へ移転[29]。
  - 同 食物専攻に栄養士養成課程が置かれる[30]。
- 1970年
  - 5月1日 学生数[31]/定員
    - 商科第二部 5[注 17]/-
- 1971年
  - 5月1日 学生数[32]/定員
    - 商科第二部 2[注 18]
- 1972年
  - 4月1日 以下の学科を増設する[33]。
    - 食物科 入学定員40名[注 19]

  - 5月1日 学生数[34]/定員
    - 商科第二部 1[注 20]/-
    - 家政科 80[注釈 6]/80
    - 食物科 女78[注釈 6]/80
- 1973年
  - 5月1日 学生数[注 21]/定員
    - 商科第二部 1[注 22]/-
    - 家政科 86[注釈 6]/80
    - 食物科 80[注釈 6]/80
- 1974年
  - 3月31日 左記付けで商科第二部が正式廃止となる[36]。
  - 4月1日 学科名を以下の通り変更[36]。
    - 家政科→家政学科
    - 食物科→食物学科
- 1984年
  - 1月13日 専攻科を設置が認可され、以下の課程を置く[注 23]。
    - 家政専攻 入学定員5名
    - 食物学専攻 入学定員5名
- 1992年
  - 4月1日 学科名を以下の通り変更[39]。
    - 家政学科→生活学科
    - 食物学科→食物栄養学科

  - 5月1日 学生数[40]/定員[41]
    - 生活学科 50[注釈 6]/50
    - 食物栄養学科 50[注釈 6]/50
    - 家政学科 56[注釈 6]/40
    - 食物学科 48[注釈 6]/40
- 1993年
  - 4月1日 専攻科が学位授与機構の認定を受ける。
- 1994年
  - 4月1日 専攻科を以下の通り名称変更される[42]。
    - 家政学専攻→生活学専攻
    - 食物学専攻→食物栄養学専攻
- 1995年
  - 4月1日 学生募集が最後となる[注釈 2]。
- 1995年
  - 5月1日 学生数[43]/定員
    - 生活学科 109[注釈 6]/100
    - 食物栄養学科 106[注釈 6]/100
- 1996年
  - 5月1日 学生数[44]/定員
    - 生活学科 59[注釈 6]/50
    - 食物栄養学科 57[注釈 6]/50
- 1998年
  - 3月31日 左記をもって正式に廃止される[6]。

## 基礎データ

### 所在地
- 東京都昭島市東町3-6-33[注釈 1]。

## 教育および研究

### 組織

#### 学科
- 商科
  - 第一部 入学定員100名[注釈 7]
  - 第二部 入学定員100名[注 24]
- 英文科
  - 第一部 入学定員50名[注釈 7]
  - 第二部 入学定員50名[注釈 7]
- 生活学科 入学定員50名[注釈 8]
- 食物栄養学科 入学定員50名[注釈 8]

#### 専攻科
- 生活学専攻 入学定員5名
- 食物栄養学専攻 入学定員5名

#### 別科
- なし

#### 取得資格について
資格
- 栄養士：食物栄養学科にて設置されていた[41]。

教職課程
- 中学校教諭二種免許状
  - 家庭：生活学科[注 25]
  - 英語：英文科第一部・第二部[52]
  - 職業：商科第一部・第二部[52]
- 当初は、高等学校教諭仮免許状も設置されていた[52]。
  - 英語：英文科第一部・第二部[52]
  - 商業：商科第一部・第二部[52]

### 研究
- 『立川短大論集 (2)』[53]

## 学生生活

### 部活動・クラブ活動・サークル活動
- 東京都立立川短期大学で活動していたクラブ活動[29]
  - 体育系：「球技部」ほか
  - 文化系：華道・茶道ほか

### 学園祭
- 東京都立立川短期大学の学園祭は「こぶし祭」と呼ばれていた。

## 大学関係者と組織

### 大学関係者一覧
歴代学長
- 中野藤吾：都立への移管時も就任していた。
- 松井正直

### キャンパス
- 設備：図書館・学生食堂・OA教室・生活協同組合ほか[29]

### 寮
- 学生寮なし

## 対外関係

### 他大学との協定
- 東京都立商科短期大学：単位互換制度を行っていた[29]

### 系列校
- 東京都立大学 (1949-2011)
- 東京都立工業短期大学
- 東京都立航空工業短期大学
- 東京都立商科短期大学
- 東京都立医療技術短期大学

## 卒業後の進路について

### 就職について
- 生活学科：一般企業のほか教育職員、公務員など多種多彩。
- 食物栄養学科：栄養士として一般企業や社会福祉施設、学校など多岐にわたっていた。

### 編入学･進学実績
- 東京都立大学ほか[29]。